# پل سینیاک
پل ویکتور ژولس سینیاک (به فرانسوی: Paul-Victor-Jules Signac) ‏ (۱۱ نوامبر ۱۸۶۳ - ۱۵ آگوست ۱۹۳۵) یک نقاش نودریافتگر فرانسوی بود که همراه با ژرژ سورا به گسترش سبک نقطه‌چینی کمک کرد.
پل سینیاک پس از مرگ زودهنگام ژرژ سورا سردمدار همان سبک نقطه‌چینی و مروج نظریه‌ جدید می‌شود. سینیاک با انتشار کتابی در سال ۱۸۸۹ به جمع‌بندی شیوه‌ کار سورا می‌پردازد و آن را نقطه اوج طبیعی فرایندی فراگیر در سراسر سده‌ نوزدهم معرفی می‌کند. او رساله‌اش را تقدیم به همه‌ کسانی می‌کند که به تکرار آنچه پیش از این انجام شده نمی‌پردازند؛ کسانی که افتخار آن را داشته‌اند که جسورانه شیوه‌ای جدید و آرمانی شخصی پدید آورند.

## نگارخانه

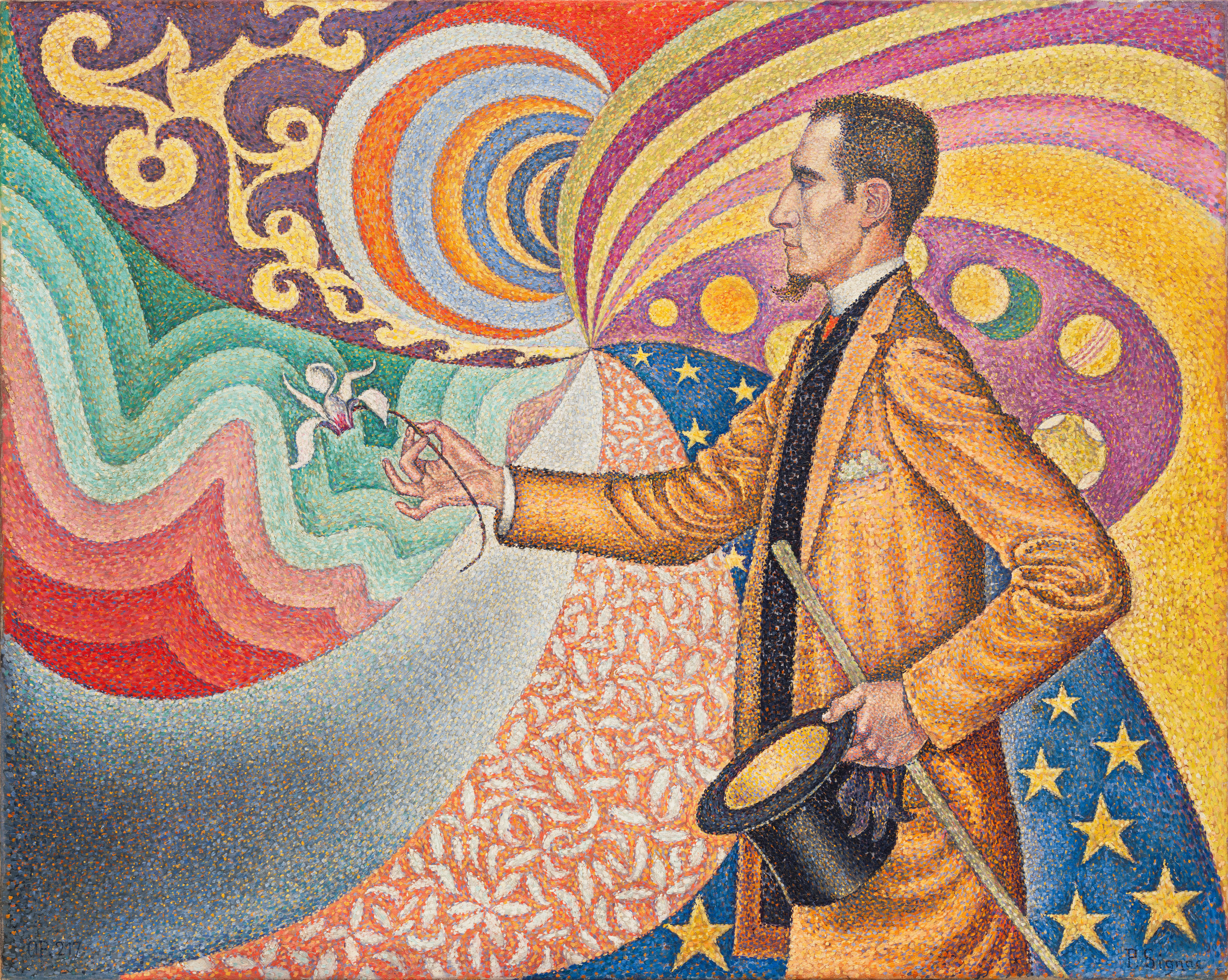
چهرهٔ فلیکس فنیون. رنگ‌روغن روی بوم، ۱۸۹۰.
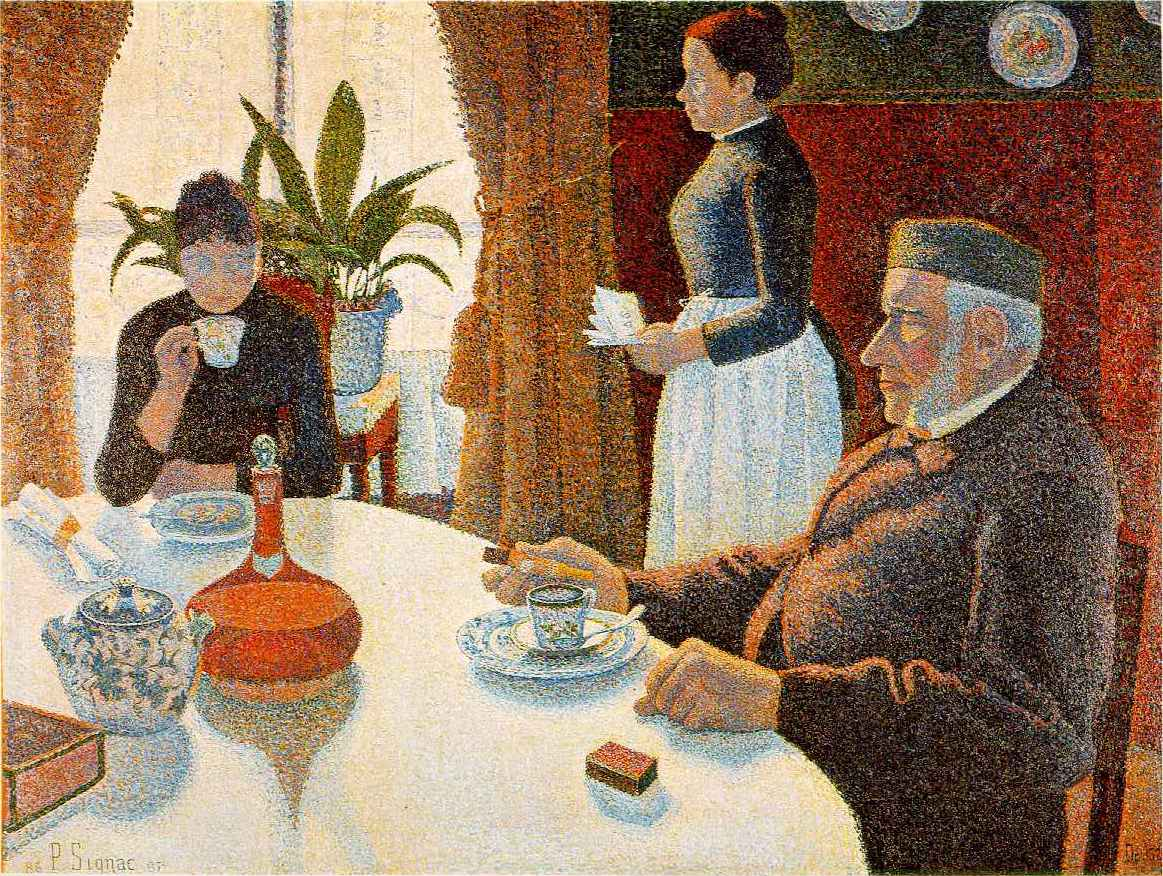
صبحانه. رنگ‌روغن روی بوم، ۱۸۷۷-۱۸۸۶.
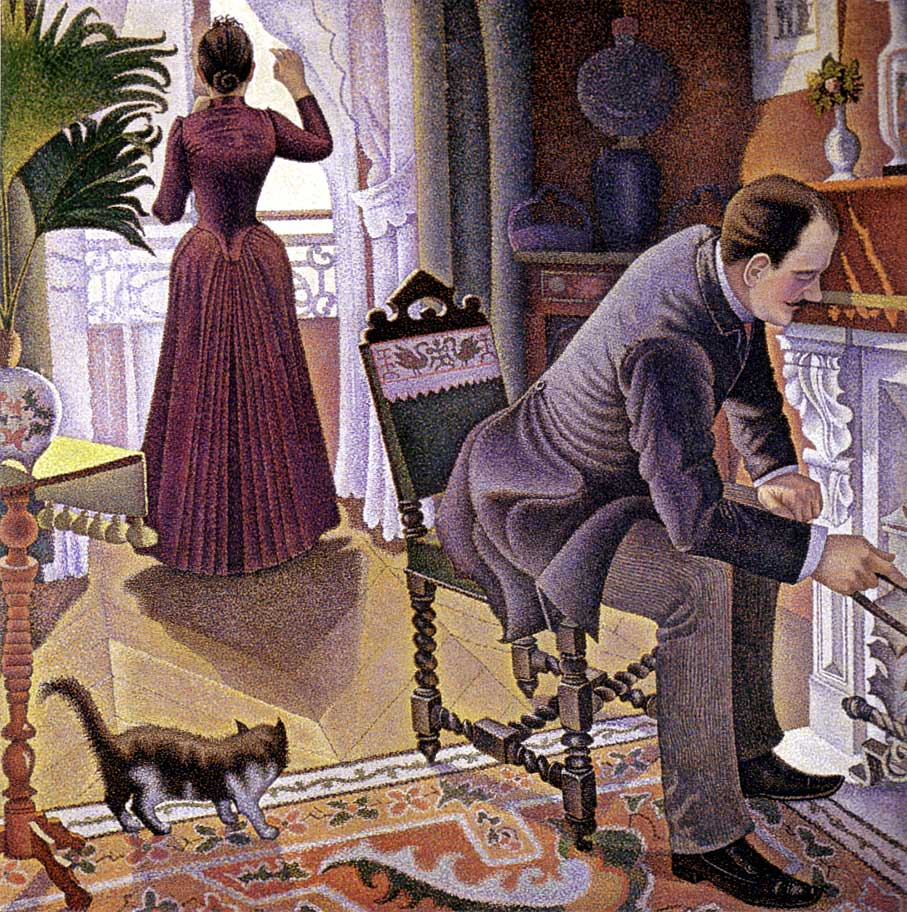
یکشنبه. رنگ‌روغن روی بوم، ۱۸۹۰-۱۸۸۸.
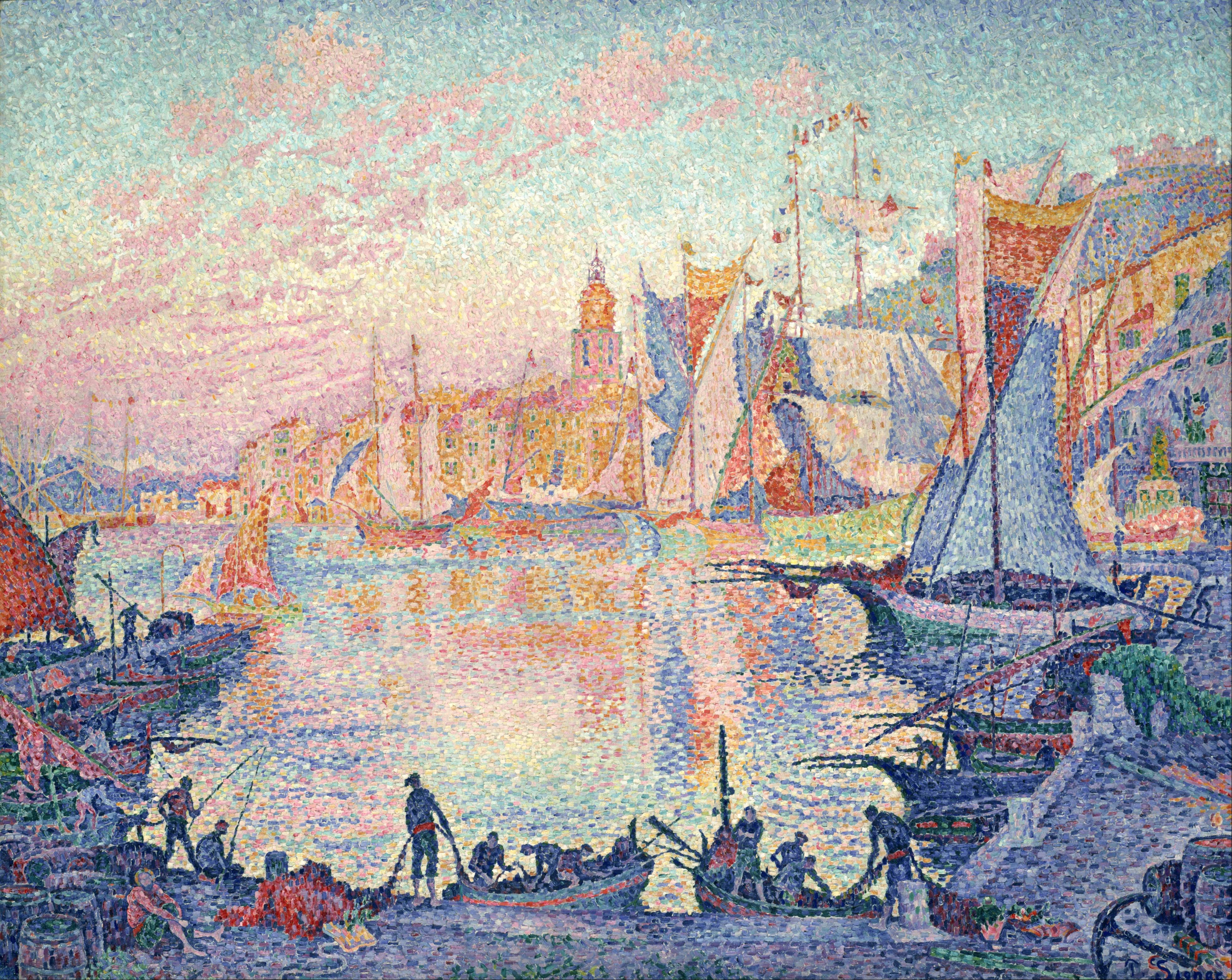
بندر سن-تروپه. رنگ‌روغن روی بوم، ۱۹۰۱.
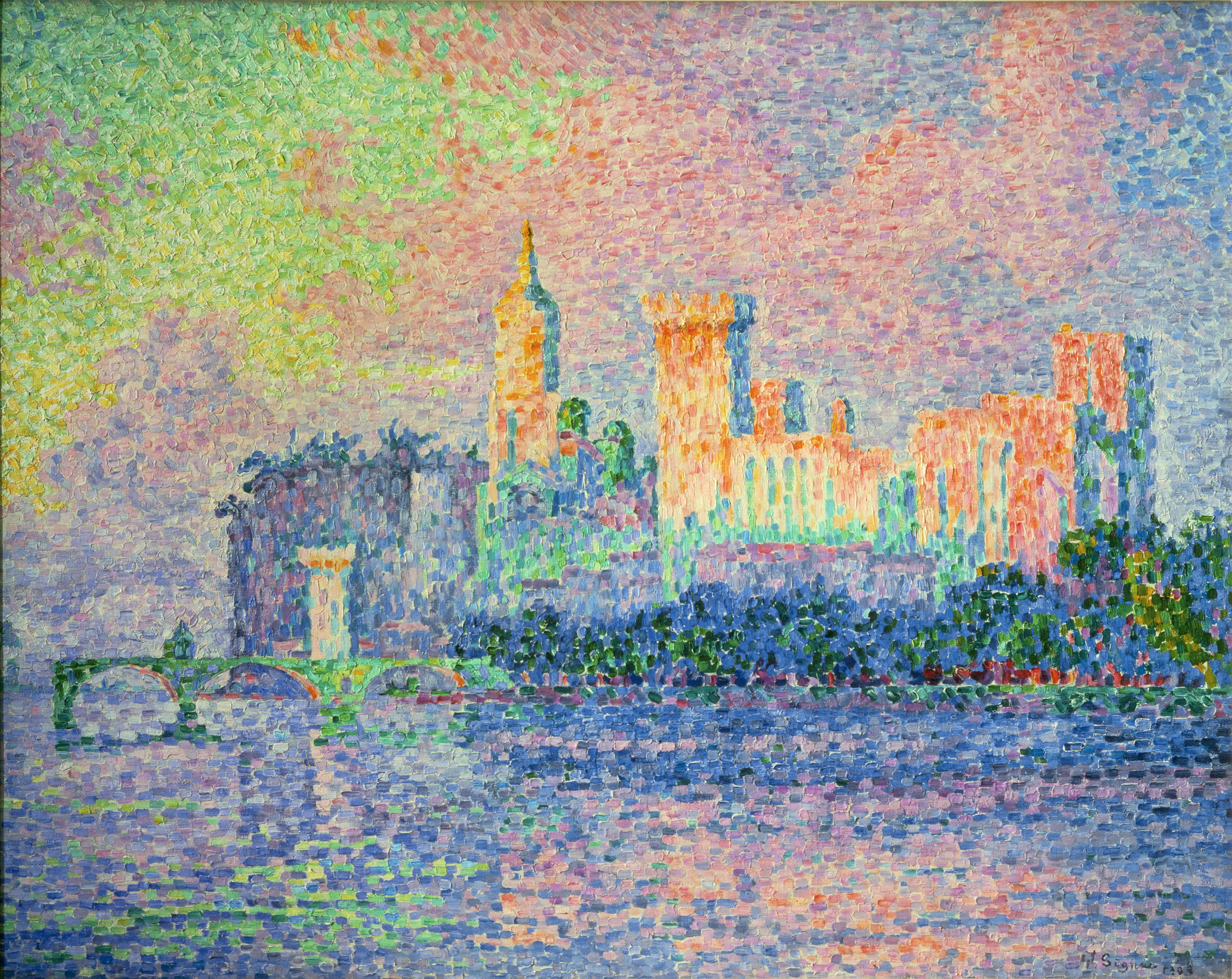
کاخ پاپ. رنگ‌روغن روی بوم، آوینیون، ۱۹۰۹.
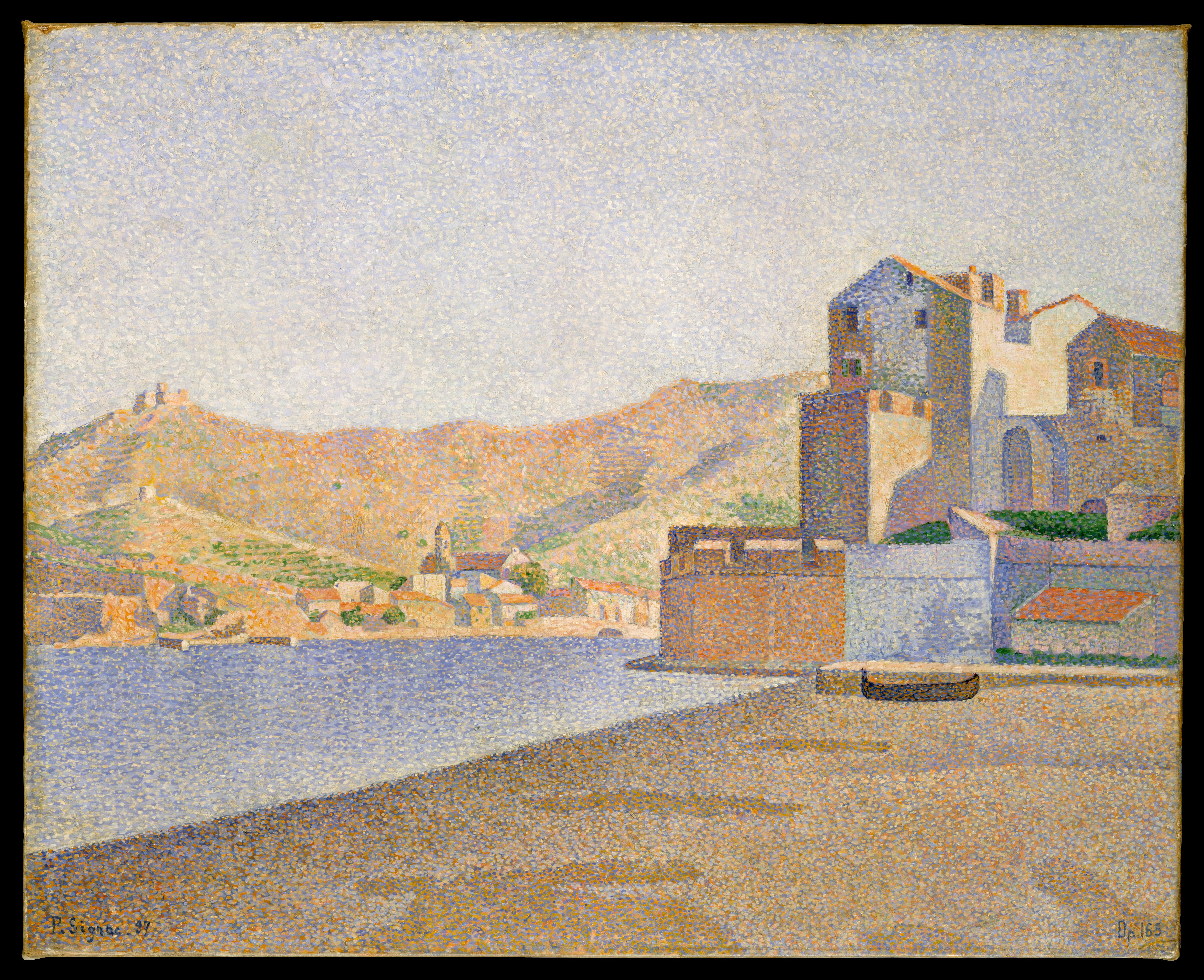
شهر ساحلی، کولیور. رنگ‌روغن روی بوم، ۱۸۸۷.
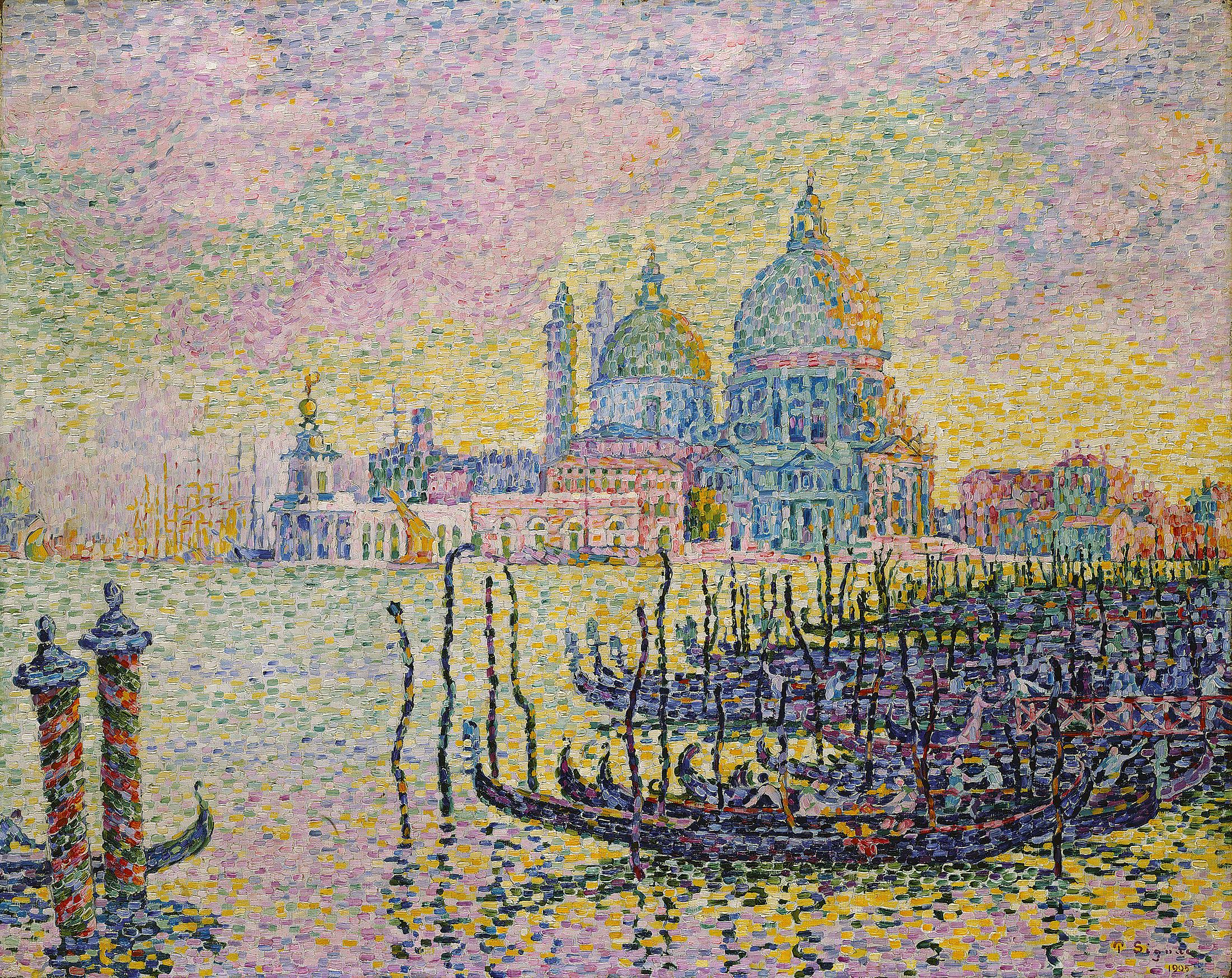
کانال بزرگ ونیز. رنگ‌روغن روی بوم، ۱۹۰۵.
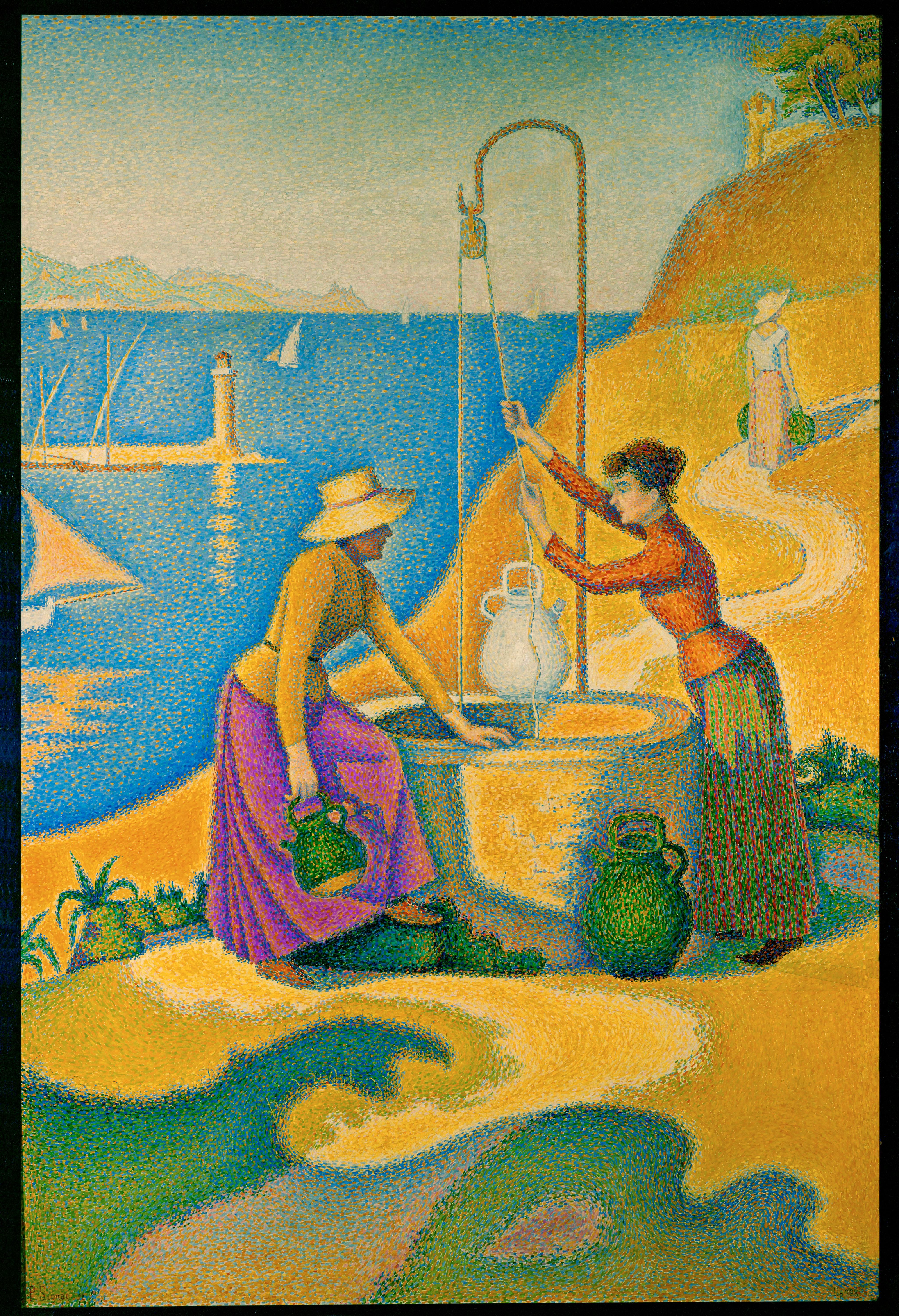
زنان کنار چاه. رنگ‌روغن روی بوم، ۱۸۹۲.
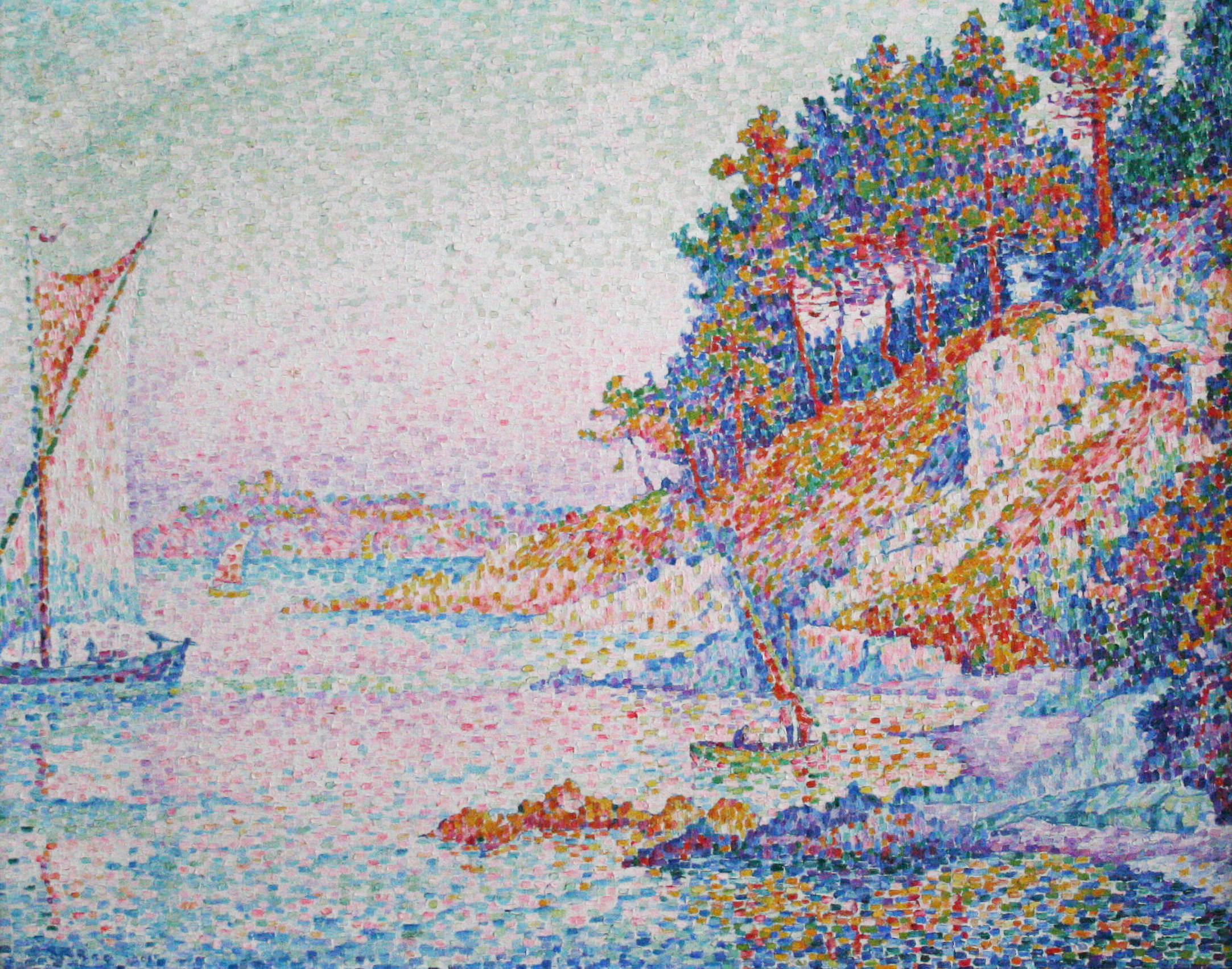
ساحل. رنگ‌روغن روی بوم، ۱۹۰۶.
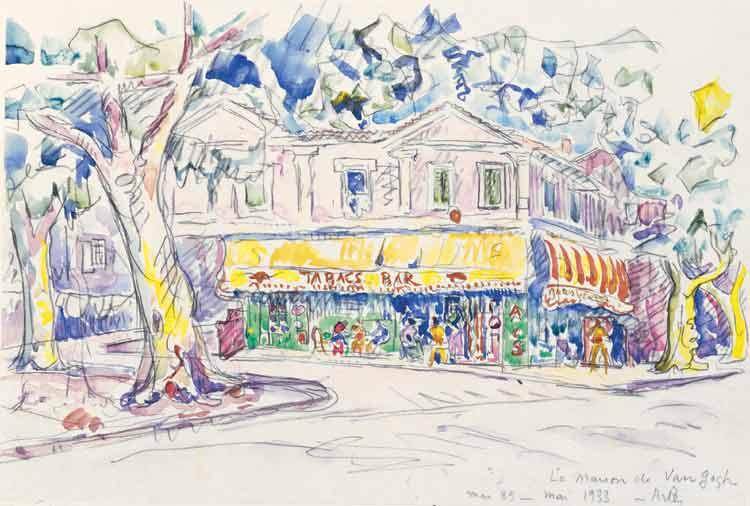
خانهٔ ون گوگ. آبرنگ، آرل، ۱۹۳۳.
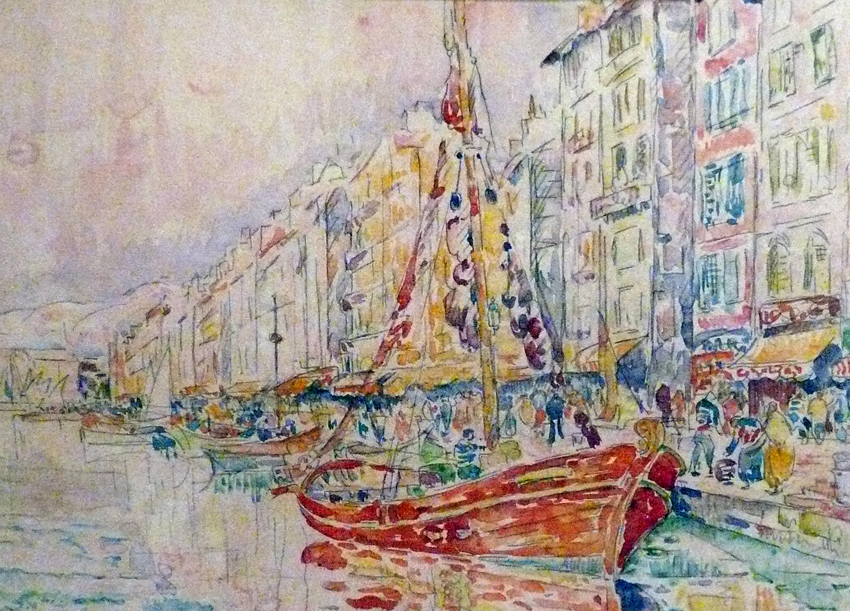
بندر قدیمی مارسی. مداد و آبرنگ، ۱۹۳۱.
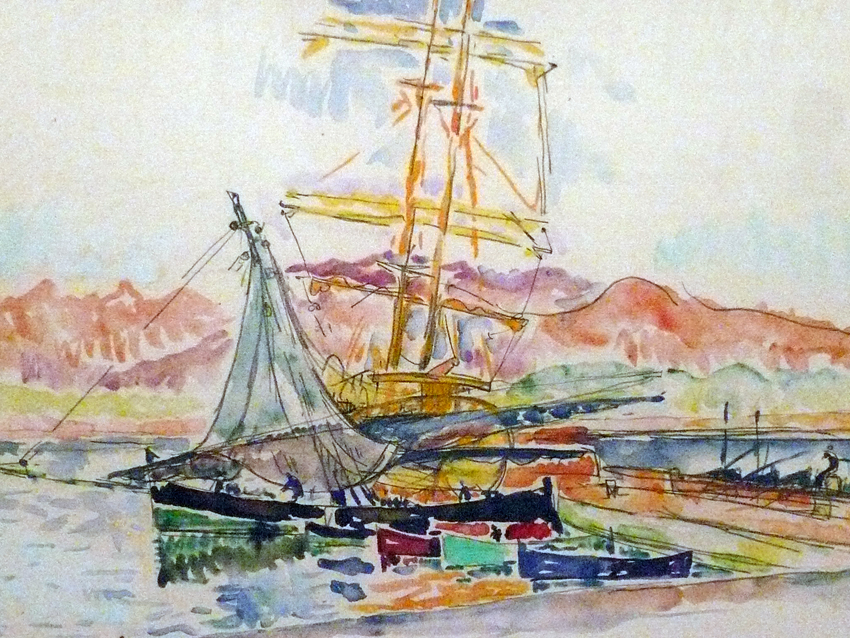
چشم‌انداز کُرس. مداد و آبرنگ، آژاکسیو، ۱۹۳۵.
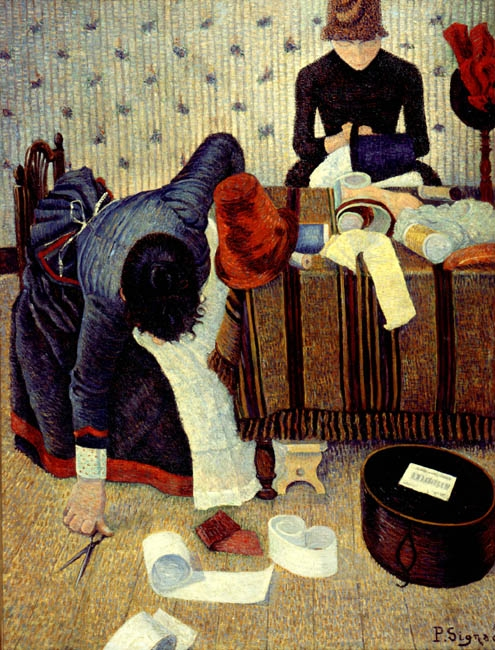
دو زن کلاه‌دوز در رو دو کر. رنگ‌روغن روی بوم، ۱۸۸۵-۱۸۸۶.
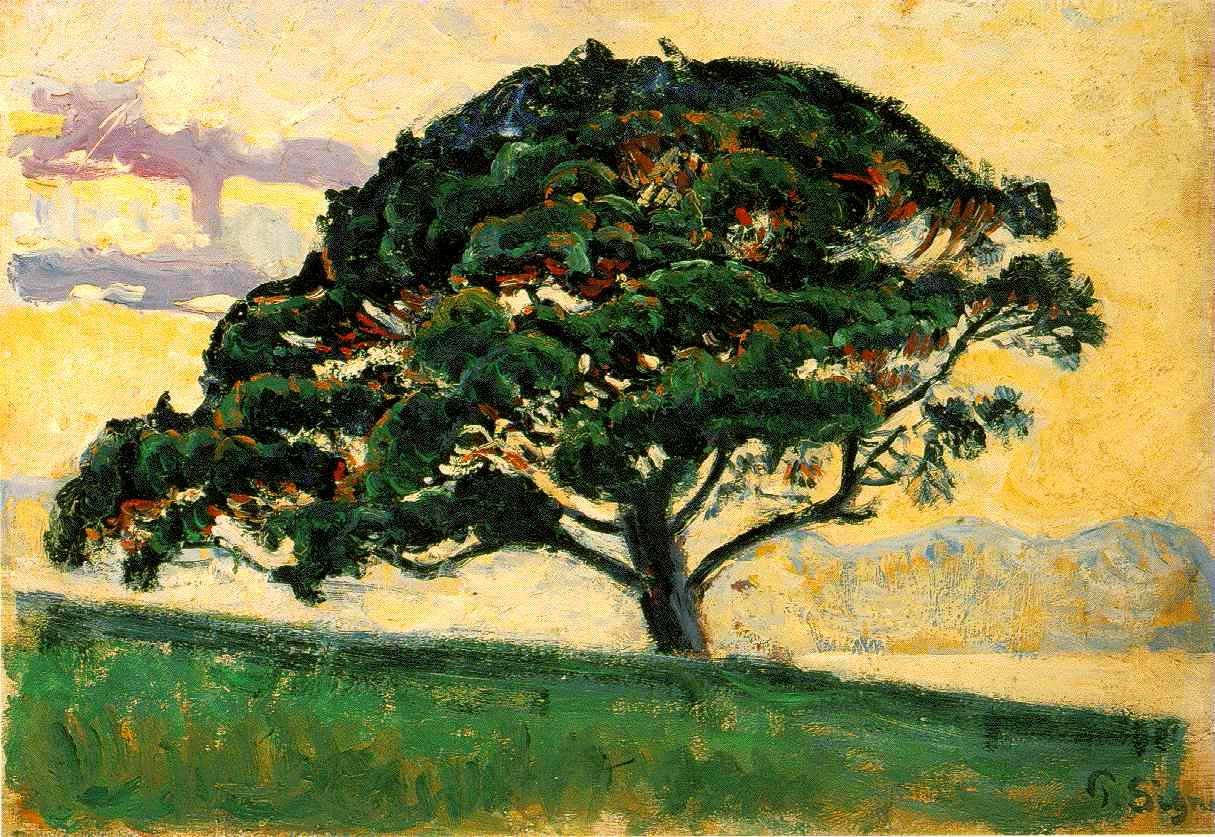
صنوبر. رنگ‌روغن روی بوم، سن-تروپه، ۱۸۹۲-۱۸۹۳.
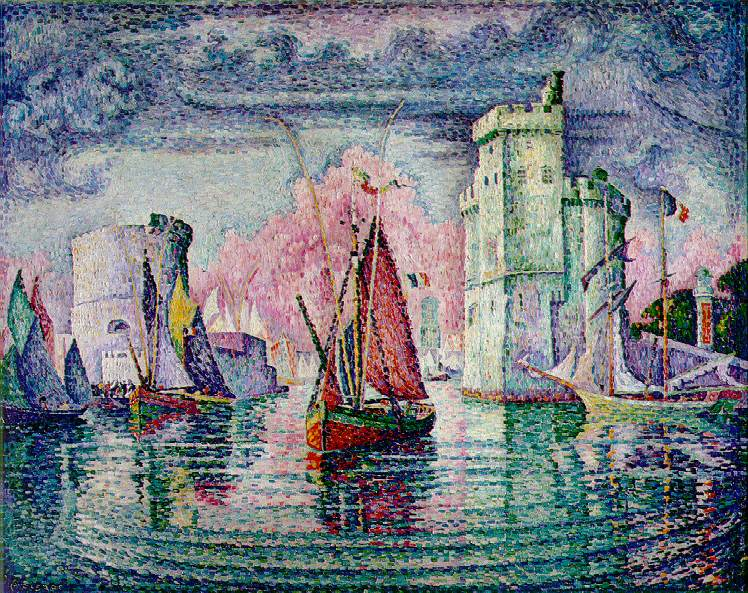
بندر دو لا روشل. رنگ‌روغن روی بوم، ۱۹۲۱.
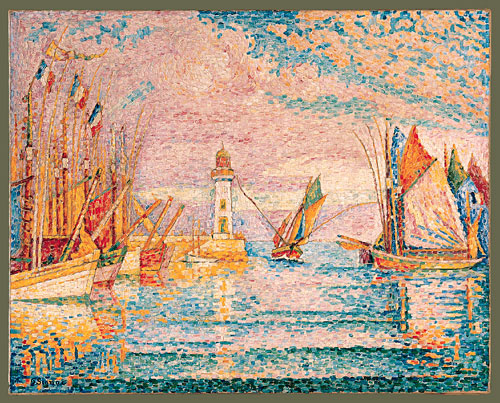
فانوس دریایی گروا.
رنگ‌روغن روی بوم، ۱۹۲۵.